# Lista de eleições em 2024
Esta é uma lista de eleições que foram realizadas em 2024.
- Calendário eleitoral nacional de 2024

O ano de 2024 é notável pelo grande número de eleições realizadas em todo o mundo: mais de 100 países de todo o mundo, lar de quase metade da população global, votaram, incluindo oito das 10 nações mais populosas do mundo - Bangladesh, Brasil, Índia, Indonésia, México, Paquistão, Rússia e Estados Unidos; além disso, a União Europeia realizou eleições para o Parlamento Europeu em junho. Cerca de 4 mil milhões de eleitores – aproximadamente metade da população mundial – estão qualificados para votar nas eleições deste ano. 2024 foi chamado de ano de eleições. Este ano foi esperado como um de grande impacto na política global.
Entre as democracias, mais de 80% viram o partido no poder perder apoio em comparação com às últimas eleições. Esta é a primeira vez que isto acontece desde 1905 (quando os dados foram registados pela primeira vez) e a primeira vez na história da democracia, uma vez que o sufrágio universal começou em 1894.

## África
- África do Sul
  - Eleição geral na África do Sul em 2024, 29 de maio
- Argélia
  - Eleição presidencial na Argélia em 2024, 7 de setembro
- Botswana
  - Eleições gerais de Botsuana em 2024, 30 de outubro
- Chade
  - Eleição presidencial no Chade em 2024, 6 de maio
  - Eleição parlamentar no Chade em 2024, 29 de dezembro
- Comores
  - Eleição presidencial no Comores em 2024, 14 de janeiro
- Gabão
  - Referendo constitucional no Gabão em 2024, 16 de novembro
- Gana
  - Eleição geral em Gana em 2024, 7 de dezembro
- Madagascar
  - Eleição parlamentarista em Magagascar em 2024, 29 de maio
- Mauritânia
  - Eleição presidencial na Mauritânia em 2024, 29 de junho
- Maurícia
  - Eleição geral na Maurícia em 2024, 10 de novembro
- Moçambique
  - Eleições gerais em Moçambique em 2024, 9 de outubro
- Namíbia
  - Eleição geral na Namíbia em 2024, 27 de novembro
- Nigéria
  - Eleição governamental no Estado de Edo em 2024, 21 de setembro
  - Eleição governamental no Estado de Ondo em 2024, 16 November
- Ruanda
  - Eleições gerais em Ruanda em 2024, 15 de julho
- Senegal
  - Eleição presidencial no Senegal em 2024, 24 de março
  - Eleição parlamentar no Senegal em 2024, 17 de novembro
- Somalilândia
  - Eleição presidencial na Somalilândia em 2024, 13 de novembro[a]
- Togo
  - Eleição parlamentar no Togo em 2024, 29 de abril
- Tunísia
  - Eleição presidencial na Tunísia em 2024, 6 de outubro
- Tanzânia
  - Eleição governamental local na Tanzânia em 2024, 27 de novembro

## América
- Aruba
  - Eleição geral em Aruba em 2024, 6 de dezembro
- Belize
  - Eleições municipais em Belize em 2024, 6 de março
- Brasil
  - Eleições municipais no Brasil em 2024, 6 de outubro (primeiro turno) e 27 de outubro (segundo turno)
    - Eleição municipal de Aracaju em 2024
    - Eleição municipal de Belém em 2024
    - Eleição municipal de Belo Horizonte em 2024
    - Eleição municipal de Boa Vista em 2024
    - Eleição municipal de Campo Grande em 2024
    - Eleição municipal de Cuiabá em 2024
    - Eleição municipal de Curitiba em 2024
    - Eleição municipal de Florianópolis em 2024
    - Eleição municipal de Fortaleza em 2024
    - Eleição municipal de Goiânia em 2024
    - Eleição municipal de João Pessoa em 2024
    - Eleição municipal de Macapá em 2024
    - Eleição municipal de Maceió em 2024
    - Eleição municipal de Manaus em 2024
    - Eleição municipal de Natal em 2024
    - Eleição municipal de Palmas em 2024
    - Eleição municipal de Porto Alegre em 2024
    - Eleição municipal de Porto Velho em 2024
    - Eleição municipal do Recife em 2024
    - Eleição municipal de Rio Branco em 2024
    - Eleição municipal do Rio de Janeiro em 2024
    - Eleição municipal de Salvador em 2024
    - Eleição municipal de São Luís em 2024
    - Eleição municipal de São Paulo em 2024
    - Eleição municipal de Teresina em 2024
    - Eleição municipal de Vitória em 2024
- Canadá
  - Eleição geral na Colúmbia Britânica em 2024, 19 de outubro
  - Eleição geral em Novo Brunswick em 2024, 21 de outubro
  - Eleição geral em Saskatchewan em 2024, 28 de outubro
  - Eleição geral na Nova Escócia em 2024, 26 de novembro
- Chile
  - Eleições municipais no Chile em 2024, 27 de outubro (primeiro turno) e 24 de novembro (segundo turno)
  - Eleições regionais no Chile em 2024, 27 de outubro (primeiro turno) e 24 de novembro (segundo turno)
- Costa Rica
  - Eleições municipais na Costa Rica em 2024, 4 de fevereiro
- El Salvador
  - Eleições gerais de El Salvador em 2024, 4 de fevereiro e 3 de março
- Estados Unidos
  - Eleições nos Estados Unidos em 2024, 5 de novembro
    - Eleições governamentais nos Estados Unidos em 2024
    - Eleições para a Câmara dos Representantes nos Estados Unidos em 2024
    - Eleição presidencial nos Estados Unidos em 2024
    - Eleições para o Senado dos Estados Unidos em 2024
    - Eleições legislativas estaduais nos Estados Unidos em 2024
- Jamaica
  - Eleições locais na Jamaica em 2024, 26 de fevereiro
- México
  - Eleições gerais no México em 2024, 2 de junho
  - Eleições locais no México em 2024, 2 de junho
- Panamá
  - Eleições gerais no Panamá em 2024, 5 de maio
- Porto Rico
  - Eleições gerais em Porto Rico em 2024, 5 de novembro
- República Dominicana
  - Eleições municipais na República Dominicana em 2024, 17 de fevereiro
  - Eleições gerais na República Dominicana em 2024, 19 de maio
- São Martinho (Países Baixos)
  - Eleições gerais em São Martinho (Países Baixos) em janeiro de 2024, 11 de janeiro
  - Eleições gerias em São Martinho (Países Baixos) em agosto de 2024, 19 de agosto
- Uruguai
  - Eleições gerais no Uruguai em 2024, 27 de outubro (primeiro turno) e 24 de novembro (segundo turno)
- Venezuela
  - Eleição presidencial na Venezuela em 2024, 28 de julho

## Ásia
- Azerbaijão
  - Eleição presidencial no Azerbaijão em 2024, 7 de fevereiro
  - Eleição parlamentar no Azerbaijão em 2024, 1 de setembro
- Bangladesh
  - Eleição geral no Bangladesh em 2024, 7 de janeiro
- Butão
  - Eleição para a Assembleia Nacional do Butão em 2023–24, 9 de janeiro (segundo turno)
- Camboja
  - Eleição para o Senado no Camboja em 2024, 25 de fevereiro
  - Eleições provinciais no Camboja em 2024, 26 de maio
- Coreia do Sul
  - Eleição legislativa na Coreia do Sul em 2024, 10 de abril
- Índia
  - Eleições na Índia em 2024
    - Eleição geral na Índia em 2024, 19 de abril - 1 de junho
    - Eleição para a Assembleia Legislativa de Arunachal Pradesh em 2024, 19 de abril
    - Eleição para a Assembleia Legislativa de Sikkim em 2024, 19 de abril
    - Eleição para a Assembleia Legislativa de Andhra Pradesh em 2024, 13 de maio
    - Eleição para a Assembleia Legislativa de Odisha em 2024, 13 de maio - 1 de junho
    - Eleição para a Assembleia Legislativa de Jamu e Caxemira em 2024, 18 de setembro - 1 de outubro
    - Eleição para a Assembleia Legislativa de Haryana em 2024, 5 de outubro
    - Eleição para a Assembleia Legislativa de Maharashtra em 2024, 20 de novembro
    - Eleição para a Assembleia Legislativa de Jharkhand em 2024, 13–20 de novembro
- Indonésia
  - Eleição geral na Indonésia em 2024, 14 de fevereiro
  - Eleições locais na Indonésia em 2024 , 27 de novembro
- Irã
  - Eleição legislativa no Irã em 2024, 1 de março (primeiro turno) e 10 de maio (segundo turno)
  - Eleição presidencial no Irã em 2024, 28 de junho (primeiro turno) e 5 de julho (segundo turno)
- Israel
  - Eleições municipais em Israel em 2024, 27 de fevereiro
- Japão
  - Eleições gerais japonesas em 2024, 27 de outubro
  - Eleição para governador de Tóquio em 2024, 7 de julho
- Jordânia
  - Eleição geral na Jordânia em 2024, 10 de setembro
- Kuwait
  - Eleição geral no Kuwait em 2024, 4 de abril
- Maldivas
  - Eleição parlamentar nas Maldivas em 2024, 21 de abril
- Mongólia
  - Eleições parlamentares na Mongólia em 2024, 28 de junho
- Paquistão
  - Eleição geral no Paquistão em 2024, 8 de fevereiro
  - Eleições provinciais no Paquistão em 2024, 8 de fevereiro
  - Eleição presidencial no Paquistão em 2024, 9 de março
  - Eleição para o Senado do Paquistão em 2024, 2 de abril
- Sri Lanka
  - Eleição presidencial no Sri Lanka em 2024, 21 de setembro
  - Eleição parlamentar no Sri Lanka em 2024, 14 de novembro
- Síria
  - Eleição parlamentar na Síria em 2024, 15 de julho
- Taiwan
  - Eleição presidencial em Taiwan em 2024, 13 de janeiro[a]
  - Eleição legislativa em Taiwan em 2024, 13 de janeiro[a]
- Tailândia
  - Eleição para o Senado da Tailândia em 2024, 9–26 de junho
- Uzbequistão
  - Eleição parlamentar no Uzbequistão em 2024, 27 de outubro

## Europa

### Uniões econômicas
- União Europeia
  - Eleições na União Europeia em 2024
    - Eleições europeias de 2024, 6–9 de junho

### Países
- Alemanha
  - Eleição estadual na Saxônia em 2024, 1 de setembro
  - Eleição estadual na Turíngia em 2024, 1 de setembro
  - Eleição estadual em Brandemburgo em 2024, 22 de setembro
- Áustria
  - Eleição legislativa na Áustria em 2024, 29 de setembro
  - Eleição estadual em Vorarlberg em 2024, 13 de outubro
  - Eleição estadual em Styrian em 2024, 24 de novembro
- Bielorrússia
  - Eleição parlamentar na Bielorrússia em 2024, 25 de fevereiro
  - Eleição para o Conselho da República em 2024, 4 de abril
- Bélgica
  - Eleição federal na Bélgica em 2024, 9 de junho
  - Eleições regionais na Bélgica em 2024, 9 de junho
  - Eleições locais na Bélgica em 2024, 13 de outubro
- Bósnia e Herzegovina
  - Eleições municipais na Bósnia e Herzegovina em 2024, 6 de outubro
- Bulgária
  - Eleição parlamentar na Bulgária em junho de 2024, 9 de junho
  - Eleição parlamentar na Bulgária em outubro de 2024, 27 de outubro
- Croácia
  - Eleição parlamentar na Croácia em 2024, 17 de abril
  - Eleição presidencial na Croácia em 2024–25, 29 de dezembro (primeiro turno)
- Chipre
  - Eleições locais no Chipre em 2024, 9 de junho
- Chéquia
  - Eleições regionais na Chéquia em 2024, 20–21 de setembro
  - Eleição para o Senado da Chéquia em 2024, 20–21 de setembro (primeiro turno) e 27–28 de setembro (segundo turno)
- Eslováquia
  - Eleição presidencial na Eslováquia em 2024, 23 de março (primeiro turno) e 6 de abril (segundo turno)
- Espanha
  - Eleições regionais na Galiza em 2024, 18 de fevereiro
  - Eleição regional no País Basco em 2024, 21 de abril
  - Eleição regional na Catalunha em 2024, 12 de maio
- Finlândia
  - Eleições presidenciais na Finlândia em 2024, 28 de janeiro (primeiro turno) e 11 de fevereiro (segundo turno)
- França
  - Eleições legislativas francesas de 2024, 30 de junho (primeiro turno) e 7 de julho (segundo turno)
- Geórgia
  - Eleições parlamentares na Geórgia em 2024, 26 de outubro
  - Eleição presidencial na Geórgia em 2024, 14 de dezembro
- Hungria
  - Eleição presidencial na Hungria em 2024, 26 de fevereiro
  - Eleições locais na Hungria em 2024, 9 de junho
- Islândia
  - Eleição presidencial na Islândia em 2024, 1 de junho
  - Eleição parlamentar na Islândia em 2024, 30 de novembro
- Irlanda
  - Eleições locais na Irlanda em 2024, 7 de junho
  - Eleições parlamentares na Irlanda em 2024, 29 de novembro
- Itália
  - Eleições locais na Itália em 2024, 8–9 de junho (primeiro turno) e 23–25 de junho (segundo turno)
  - Eleições regionais na Itália em 2024
    - Eleição regional na Sardenha em 2024, 25 de fevereiro
    - Eleição regional nos Abruzos em 2024, 10 de março
    - Eleição regional na Basilicata em 2024, 21–22 de abril
    - Eleição regional no Piemonte em 2024, 8–9 de junho
    - Eleição regional na Ligúria em 2024, 27–28 de outubro
    - Eleição regional na Emília-Romanha em 2024, 17–18 de novembro
    - Eleição regional na Úmbria em 2024, 17–18 de novembro
- Lituânia
  - Eleição presidencial na Lituânia em 2024, 12 de maio (primeiro turno) e 26 de maio (segundo turno)
  - Eleição parlamentar na Lituânia em 2024, 13 de outubro (primeiro turno) e 27 de outubro (segundo turno)
- Malta
  - Eleições locais em Malta em 2024, 8 de junho
- Moldávia
  - Eleições presidenciais na Moldávia em 2024, 20 de outubro (primeiro turno) e 3 de novembro (segundo turno)
  - Referendo sobre a adesão da Moldávia à União Europeia em 2024, 20 de outubro
- Macedônia do Norte
  - Eleição parlamentar na Macedônia do Norte em 2024, 8 de maio
  - Eleição presidencial na Macedônia do Norte em 2024, 24 de abril (primeiro turno) e 8 de maio (segundo turno)
- Ossétia do Sul
  - Eleição parlamentar na Ossétia do Sul em 2024, 9 de junho[a]
- Polônia
  - Eleições locais na Polônia em 2024, 7 de abril (primeiro turno) e 21 de abril (segundo turno)
- Portugal
  - Eleições legislativas regionais nos Açores em 2024, 4 de fevereiro
  - Eleições legislativas portuguesas de 2024, 10 de março
  - Eleições legislativas regionais na Madeira em 2024, 26 de maio
- Reino Unido
  - Eleições locais no Reino Unido em 2024, 2 de maio
  - Eleições gerais no Reino Unido em 2024, 4 de julho
- Romênia
  - Eleições locais na Romênia em 2024, 9 de junho
  - Eleição presidencial na Romênia em 2024, 24 de novembro (primeiro turno, anulada)
  - Eleição parlamentar na Romênia em 2024, 1 de dezembro
- Rússia
  - Eleição presidencial da Rússia em 2024, 15–17 de março
  - Eleições regionais na Rússia em 2024, 8 de setembro
- San Marino
  - Eleições gerais em San Marino em 2024, 9 de junho
- Sérvia
  - Eleições locais na Sérvia em 2024, 2 de junho
- Turquia
  - Eleições locais na Turquia em 2024, 31 de março

## Oceania
- Austrália
  - Eleição estadual na Tasmânia em 2024, 23 de março
  - Eleição estadual no Território do Norte em 2024, 24 de agosto
  - Eleição na Território da Capital Australiana em 2024, 19 de outubro
  - Eleição estadual em Queensland em 2024, 26 de outubro
- Ilhas Salomão
  - Eleição geral nas Ilhas Salomão em 2024, 17 de abril
- Kiribati
  - Eleição parlamentar no Kiribati em 2024, 14 de agosto (primeiro turno) e 19 de agosto (segundo turno)
  - Eleição presidencial no Kiribati em 2024, 25 de outubro
- Palau
  - Eleição geral no Palau em 2024, 5 de novembro
- Tuvalu
  - Eleição geral em Tuvalu em 2024, 26 de janeiro